# 2901 Bagehot
2901 Bagehot este un asteroid din centura principală, descoperit pe 27 februarie 1973 de Luboš Kohoutek.